# Cerralbo
Cerralbo es un municipio y localidad española de la provincia de Salamanca, en la comunidad autónoma de Castilla y León. Se integra dentro de la comarca de Vitigudino y la subcomarca de El Abadengo. Pertenece al partido judicial de Vitigudino.
Su término municipal está formado por un solo núcleo de población, ocupa una superficie total de 51,59 km² y según los datos demográficos recogidos en el padrón municipal elaborado por el INE en el año 2017, cuenta con una población de 160 habitantes.
Muy conocido debido a Enrique de Aguilera y Gamboa, el XVII marqués de Cerralbo, gracias al cual se fundó el Museo Cerralbo de Madrid.

## Etimología
Su topónimo provendría de las palabras «cerro» y «blanco».

## Geografía
Cerralbo se encuentra situado en el noroeste salmantino. Dista 82 km de Salamanca capital. 
Se encuentra en la comarca de El Abadengo. Pertenece a la Mancomunidad El Abadengo y al partido judicial de Vitigudino.
| Noroeste: Saldeana          | Norte: Barreras | Noreste: Encinasola                |
| Oeste: Bermellar            |                 | Este: Guadramiro y Yecla de Yeltes |
| Suroeste: Olmedo de Camaces | Sur: Bogajo     | Sureste: Bogajo                    |

## Historia
En el siglo XII pasó a depender, junto al resto del Abadengo, de la Orden del Temple por orden del rey Fernando II de León, situación que se prolongó hasta la desaparición en 1311 de dicha Orden por mandato papal, pasando a depender entonces Cerralbo del obispo de Ciudad Rodrigo, de quien dependió hasta 1372 cuando pasó como villa a ser un señorío de los Pacheco, señorío que fue elevado a marquesado en 1533 por orden de Carlos I de España. Con la división territorial de España de 1833 en la que se crean las actuales provincias, Cerrablo queda encuadrado dentro de la Región Leonesa, formada por las provincias de León, Zamora y Salamanca, de carácter meramente clasificatorio, sin operatividad administrativa, que a grandes rasgos vendría a recoger la antigua demarcación del Reino de León (sin Galicia ni Asturias ni Extremadura), pasando a formar parte del partido judicial de Vitigudino en 1844. Ya en el siglo XX, cabe señalar la compra del término municipal, en el año 1920, por parte de los vecinos de Cerralbo por 1.250.000 pesetas, ya que las tierras del término eran aún propiedad de los Marqueses de Cerralbo a quienes los vecinos venían pagando renta.

## Demografía
Cerralbo cuenta con una población de 111 habitantes (INE 2024).
| Gráfica de evolución demográfica de Cerralbo entre 1842 y 2021 |
| |
| Población de derecho según los censos de población del INE Población de hecho según los censos de población del INEEn estos censos se denominaba Cerralvo: 1877 y 1887 |

Según el Instituto Nacional de Estadística, Cerralbo tenía, a 31 de diciembre de 2018, una población total de 154 habitantes, de los cuales 86 eran hombres y 68 mujeres. Respecto al año 2000, el censo refleja 256 habitantes, de los cuales 132 eran hombres y 124 mujeres. Por lo tanto, la pérdida de población en el municipio para el periodo 2000-2018 ha sido de 102 habitantes, un 40% de descenso.

## Administración y política

### Gobierno municipal
El actual alcalde de Cerralbo es Feliciano Sánchez (PP). Tras las elecciones municipales de 2015 el pleno del ayuntamiento quedó constituido por cuatro concejales del PP y uno del PSOE. En las elecciones autonómicas de 2015 el Partido Popular también fue el partido más votado en el municipio, seguido del Partido Socialista y del Partido Regionalista del País Leonés.
| Partido político                         | 2019  | 2019  | 2019       | 2015  | 2015  | 2015       | 2011  | 2011  | 2011       | 2007  | 2007  | 2007       | 2003  | 2003  | 2003       |
| Partido político                         | %     | Votos | Concejales | %     | Votos | Concejales | %     | Votos | Concejales | %     | Votos | Concejales | %     | Votos | Concejales |
| Partido Popular (PP)                     | 80,36 | 90    | 5          | 63,33 | 76    | 4          | 73,10 | 106   | 4          | 72,14 | 101   | 4          | 68,64 | 116   | 4          |
| Partido Socialista Obrero Español (PSOE) | 20,54 | 23    | 0          | 27,50 | 33    | 1          | 21,38 | 31    | 1          | 20,00 | 28    | 1          | 23,67 | 40    | 1          |
| Unión del Pueblo Salmantino (UPSa)       | —     | —     | —          | —     | —     | —          | —     | —     | —          | 5,00  | 7     | 0          | —     | —     | —          |

### Elecciones autonómicas

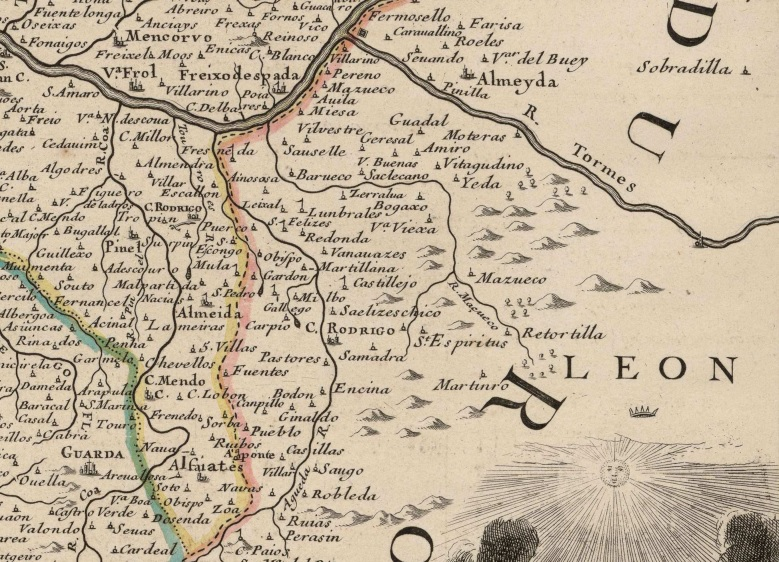
Detalle del oeste salmantino en un mapa francés del, en el que se puede observar Cerralbo (escrito como Zerralva)

| Partido político                              | 2019  | 2019  | 2015  | 2015 | 2011  | 2011 | 2007  | 2007 | 2003  | 2003 | 1999  | 1999 | 1991  | 1991 | 1987  | 1987 | 1983  | 1983 |
| Partido político                              | Votos | %     | Votos | %    | Votos | %    | Votos | %    | Votos | %    | Votos | %    | Votos | %    | Votos | %    | Votos | %    |
| Partido Popular (PP)                          | 54    | 47,80 | —     | —    | —     | —    | —     | —    | —     | —    | —     | —    | —     | —    | —     | —    | —     | —    |
| Partido Socialista Obrero Español (PSOE)      | 28    | 24,80 | —     | —    | —     | —    | —     | —    | —     | —    | —     | —    | —     | —    | —     | —    | —     | —    |
| Ciudadanos (Cs)                               | 17    | 15,00 | —     | —    | —     | —    | —     | —    | —     | —    | —     | —    | —     | —    | —     | —    | —     | —    |
| Vox                                           | 8     | 7,10  | —     | —    | —     | —    | —     | —    | —     | —    | —     | —    | —     | —    | —     | —    | —     | —    |
| Unión del Pueblo Leonés (UPL)                 | 2     | 1,80  | —     | —    | —     | —    | —     | —    | —     | —    | —     | —    | —     | —    | —     | —    | —     | —    |
| Podemos-Equo                                  | 1     | 0,90  | —     | —    | —     | —    | —     | —    | —     | —    | —     | —    | —     | —    | —     | —    | —     | —    |
| Partido Regionalista del País Leonés (PREPAL) | 1     | 0,90  | —     | —    | —     | —    | —     | —    | —     | —    | —     | —    | —     | —    | —     | —    | —     | —    |
| Izquierda Unida-Anticapitalistas-PCAS-TC      | 1     | 0,90  | —     | —    | —     | —    | —     | —    | —     | —    | —     | —    | —     | —    | —     | —    | —     | —    |

## Monumentos y lugares de interés

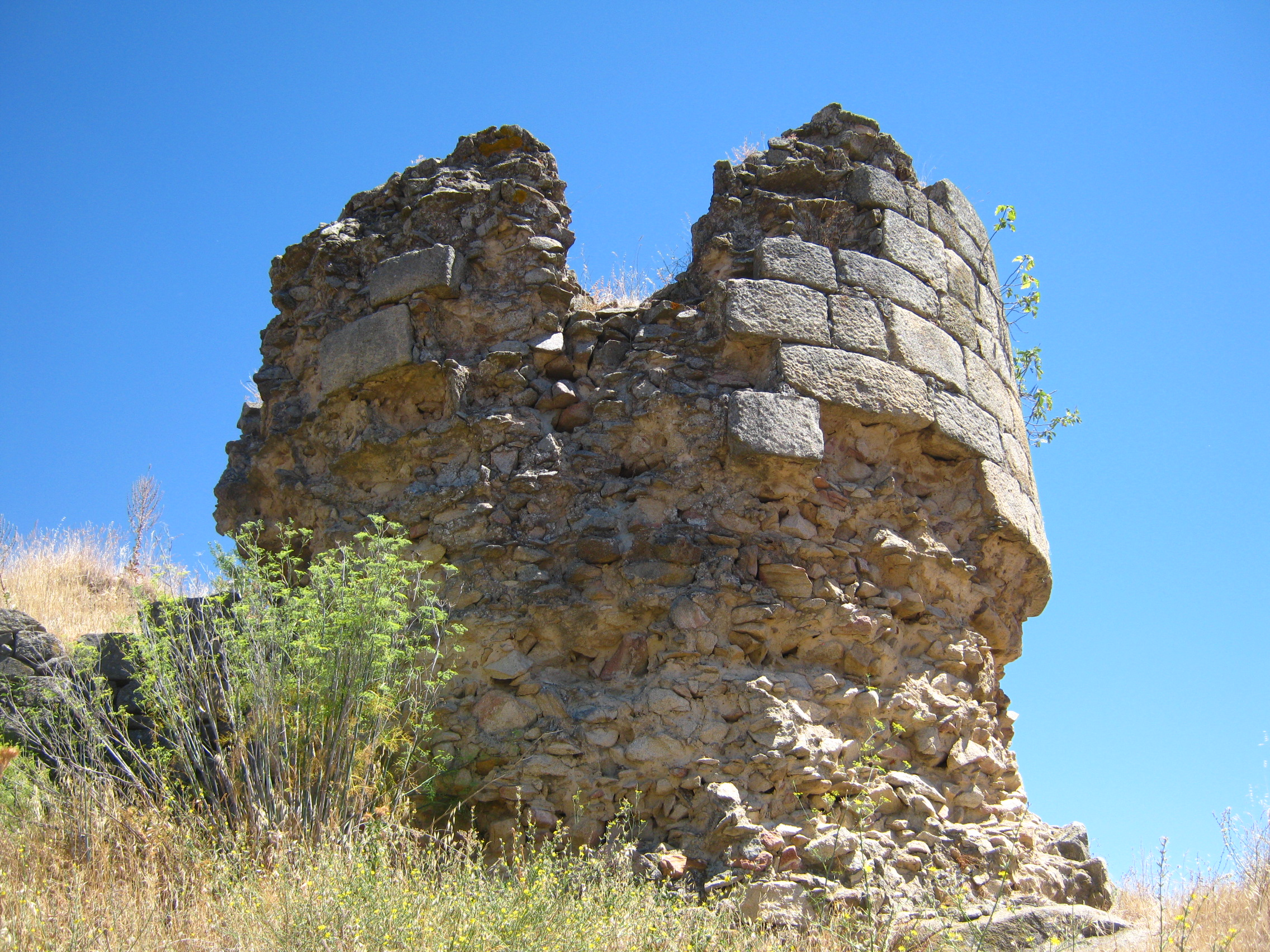
Vista de una de las torres del castillo de Cerralbo

### Monasterio de Nuestra Señora de los Ángeles
Fue construido con sillares y parte con sillarejo en el siglo XVI. En su fachada se encuentra labrado en piedra el escudo de los marqueses de Cerralbo. Perteneció a los franciscanos descalzos, que tuvieron que abandonarlo debido a la desamortización de Mendizábal en el siglo XIX.

### Castillo
Fue erigido por los Pacheco durante los siglo XIV-XV, que detentaron desde el siglo XIV el señorío de Cerralbo, elevado a la categoría de marquesado en el XVI.

### Iglesia de Nuestra Señora del Rosario
Fue construida con sillares de granito, tiene una espadaña con dos campanas y un arco de medio punto con dos arquivoltas en la puerta de entrada principal. Los restos de elementos románicos en su fábrica (como cruces paté) confirmarían que en la misma se habrían utilizado materiales procedentes de la iglesia románica original.

### Vía crucis
Conserva casi todos los cruceros, destacando las tres cruces que, situadas juntas en el mismo pedestal, se ubican en el camino del convento.